# Тибетский бурый медведь
Тибетский бурый медведь или медведь-пищухоед, (лат. Ursus arctos pruinosus) — подвид бурого медведя, Ursus arctos, обитающий на востоке Тибетского плато.
Один из самых редких подвидов бурого медведя в мире, очень редко встречается в дикой природе. Известен в Европе только по небольшому количеству образцов шкур и костей. Впервые был описан в 1854 году.

## Внешний вид

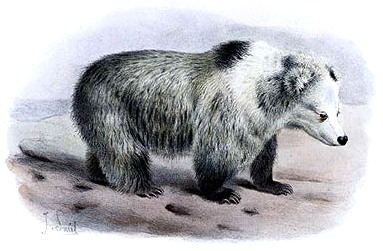
Иллюстрация Джозефа Смита

Вот как описывает этого медведя знаменитый русский путешественник Николай Михайлович Пржевальский:

По величине новооткрытый медведь — с нашего обыкновенного (Ursus arctos); отличается от него, главным образом, качеством меха и цветорасположением. У самца задняя половина туловища тёмно-бурая, с чалого цвета налетом, более резким на боках. Передние пахи рыжеватые, холка почти чёрная. Грудь рыжевато-белая, от неё через плечи на загривок, наполовину обхватывая с передней стороны холку, проходит широкая белая полоса. Голова светло-рыжая, морда ещё светлее, подбородок бурый, уши тёмно-бурые. Верхняя часть и бока шеи почти одноцветны с боками туловища, горло одноцветно с грудью. Ноги почти чёрные, когти белые. Окраска медведицы гораздо светлее, так как концы волос на её туловище имеют более длинные, почти белые, концы. Шерсть у самца, а ещё более у самки, мягкая и густая, длиной до 4 дюймов; мех вообще превосходный. Общая длина добытого самца 6 футов 5 дюймов, высота у загривка 3 фута 7 дюймов; медведица имеет 5 футов 6 дюймов длины и почти 3 фута высоты.

## Систематическое положение
Тибетский бурый медведь иногда рассматривается как относящийся к тому же подвиду, что и гобийский бурый медведь (Ursus arctos gobiensis). Это базируется на определённом морфологическом сходстве и убеждении, что медведь, обитающий в пустыне Гоби, является реликтовой популяцией пищухоеда. Однако советские териологи В. Е. Соколов и В. Н. Орлов подчёркивали, что по особенностям строения черепа гобийские медведи мало похожи на тибетских и имеют большее сходство с тяньшаньской формой Ursus arctos isabellinus. Позднее те же авторы описали гобийского медведя как особый подвид.

## Места обитания и образ жизни
Вполне возможно, что отдельные особи могут наблюдаться высоко в горах, перебираясь через них в поисках пищи или партнёра для размножения. Но о подвиде слишком мало данных, чтобы подтвердить это предположение.
Эти звери кормятся в основном травами, а также пищухами.

## Угрозы и охрана
Точный охранный статус тибетского бурого медведя неизвестен из-за недостатка информации. Тем не менее, в США торговля представителями этого подвида и частями их тела ограничено Endangered Species Act of 1973. Он также перечислен в Приложении I Конвенции о международной торговле видами дикой фауны и флоры, находящимися под угрозой исчезновения (CITES) в качестве охраняемого подвида. Этих медведей могут истреблять ради жёлчи, применяемой в традиционной китайской медицине, а также им угрожает уничтожение среды обитания.

## Влияние подвида на культуру
Тибетский бурый медведь примечателен тем, он является одним из возможных прообразов для легенды о йети. В 1960 экспедиция для поиска доказательств существования йети, возглавляемая сэром Эдмундом Хиллари, вернулась с двумя клочками меха, которые местные жители называли «мехом йети». Впоследствии учёные определили их как мех тибетского бурого медведя.